# Nicolai Neiiendam
Nicolai Anders Neiiendam (født 21. marts 1865 i København, død 15. marts 1945 i København) var en dansk skuespiller, underviser, sceneinstruktør og forfatter. Han trådte oprindeligt i sin fars fodspor som slagtersvend, men blev i 1892 optaget på Det Kongelige Teaters elevskole og debuterede på Det Kongelige Teater i 1893 som "prinsen af Godthåb" i stykket Kærlighed ved hoffet af Frederik Paludan-Müller. Han blev på teateret indtil 1895, hvor han skiftede til Dagmarteatret og var i perioden 1895-1899. Det var i denne periode han fik sit egentlige gennembrud i rollen som "Niels Lykke" i stykket Fru Inger til Østraat af Henrik Ibsen og fik snart efter flere betydelige roller, bl.a. "Nemours" i Ludvig XI, "Skriftefaderen" i Ridder Bengts Hustru af August Strindberg og "Mester Heinrich" i stykket Klokken, der sank af Gerhart Hauptmann.  I årene 1899-1930 var han tilbage på Det Kongelige Teater og blev teatrets mest agtede skuespiller, men forlod scenen i 1830 i protest da Adam Poulsen blev ansat som direktør. Han skrev stykket Hos sukkerbageren på Store Kjøbmagergade som blev opført på Dagmarteatret i 1934.
Ud over skuespillet har han medvirket i fem stumfilm og tre tonefilm.
Den 17. april 1897 blev han gift med skuespillerinde Jonna Neiiendam. Sammen fik de sønnen skuespiller Tavs Neiiendam. Han er desuden far til provst og forfatter Michael Neiiendam (1895-1962) født uden for ægteskab med Christine Cathrine Thomasen (død 1934). Nicolai Neiiendam døde den 15. marts 1945 og ligger begravet på Frederiksberg Ældre Kirkegård sammen med sin kone Jonna.

## Filmografi
- 1910 – Den Dødes Halsbaand (som snedkeren; instruktør August Blom)
- 1912 – En frygtelig Fejltagelse (som Storm, professor og berømt maler; ubekendt instruktør)
- 1915 – Dødskysset (ubekendt instruktør)
- 1915 – Manden uden Ansigt (instruktør Benjamin Christensen)
- 1918 – Himmelskibet (som professor Planetaros, astronom; instruktør Holger-Madsen)
- 1919 – Mod Lyset (som professor Manini; instruktør Holger-Madsen)
- 1939 – Elverhøj (som Kong Christian IV; instruktør Svend Methling)
- 1939 – Den gamle præst (som pastor Castbierg; instruktør Jon Iversen)
- 1942 – Tyrannens fald (som doktor Ullerup; instruktør Alice O'Fredericks, Jon Iversen)